# 御手洗毅

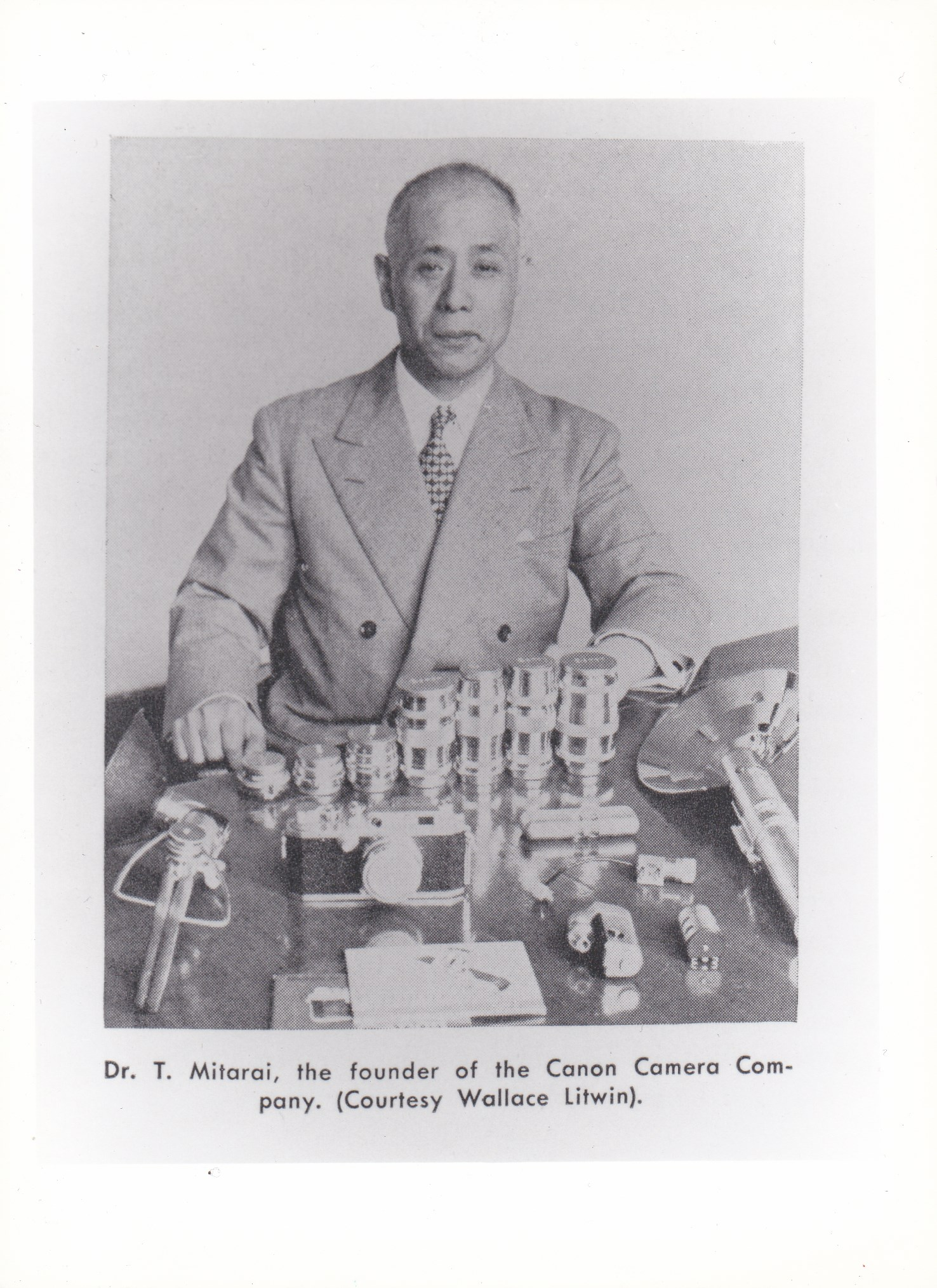
御手洗 毅

御手洗 毅（みたらい たけし、1901年3月11日 - 1984年10月12日）は日本の実業家、医師。キヤノン創業者・初代社長。また、太平洋戦争以前は産婦人科医として御手洗産婦人科病院を開業。
名古屋大学名誉教授の御手洗玄洋や、キヤノン社長や日本経済団体連合会会長を務めた御手洗冨士夫は甥にあたる。

## 来歴・人物
1901年、大分県南海部郡蒲江町（現・佐伯市）に生まれる。実家は代々医師の旧家。佐伯中学（現大分県立佐伯鶴城高等学校）を経て北海道大学予科に進学、恵迪寮の委員長をつとめる。1928年、北海道大学医学部卒業。上京して日本赤十字病院に勤務。731部隊の石井四郎と師を同じくする。
1933年11月、吉田五郎や内田三郎らの創設した精機光学研究所に共同経営者として参画。内田とは、産婦人科医として内田夫人の出産を通じて親交が始まる。
内田がシンガポールに赴任するなどしたため、1942年、御手洗自身が社長に就く。
太平洋戦争による空襲で御手洗の経営していた産婦人科病院は焼失し、戦争終了後はキヤノン経営に注力した。医師であった事から医療用機器の開発を推進し、その後現在も続く開発・製造の原点となった。
1967年、「右手にカメラ、左手に事務機」のスローガンを掲げ、キヤノンの多角経営を宣言した。
1974年、前田武男に社長の座を譲った。1977年、前田の死去に伴い賀来龍三郎が社長に就任するとともに名誉会長となる。
1984年10月12日死去。享年83。

## 経営哲学
実力主義と家族主義を旨としていた。1959年にはGHQ（Go Home Quickly）などの標語を掲げ、家族あっての仕事という当時の日本の企業としては珍しい考え方を社員に説き、1967年には完全週休2日制度をキヤノンに導入した。
海外指向も強く、初期からキヤノンの海外展開を進めた。また自分の子供達を高校からアメリカに留学させている。5代目社長となる彼の息子の御手洗肇は、マサチューセッツ工科大学へ進学している。

## 受賞歴
- 藍綬褒章（1962年）
- 総理大臣賞（1964年）
- 勲二等瑞宝章（1971年）
- 第2回毎日経済人賞（1980年）